# فهرست روزنامه‌های ایالات متحده آمریکا
قدیمیترین روزنامه آمریکا با تیراژ ثابت و برنامه چاپ روزانه در ۳۰ مه سال ۱۷۸۳ شروع به کار کرد، و فیلادلفیا ایونینگ پست (به انگلیسی: Pennsylvania Evening Post) نام داشت.
هم‌اکنون (تا سال ۲۰۰۸)، ۶۲۵۳ هفته‌نامه و ۱۴۲۲ روزنامه در آمریکا در چاپ است.
فهرست ۲۵ پرتیراژترین روزنامه‌های ایالات متحده آمریکا در سال ۲۰۰۹ عبارتند از:
1. یو اس ای تودی
2. وال استریت ژورنال
3. نیویورک تایمز
4. لس آنجلس تایمز
5. شیکاگو تریبیون
6. واشینگتن پست
7. نیویورک دیلی نیوز
8. نیویورک پست
9. دنور پست
10. د تایمز آو ارث
11. دالاس مورنینگ نیوز
12. فیلادلفیا اینکوایرر
13. هیوستون کرانیکل
14. دترویت نیوز / دترویت فری پرس
15. استار تریبیون
16. استار لجر
17. بوستون گلوب
18. آریزونا ریپابلیک
19. آتلانتا ژورنال-کانستیتوشن
20. نیوزدی
21. د پلین دیلر
22. سانفرانسیسکو کرانیکل
23. سنت پیترزبورگ تایمز
24. سیتل تایمز / سیتل پست-اینتلیجنسر
25. سنت لوئیس پست-دیسپچ